# Bastaixos

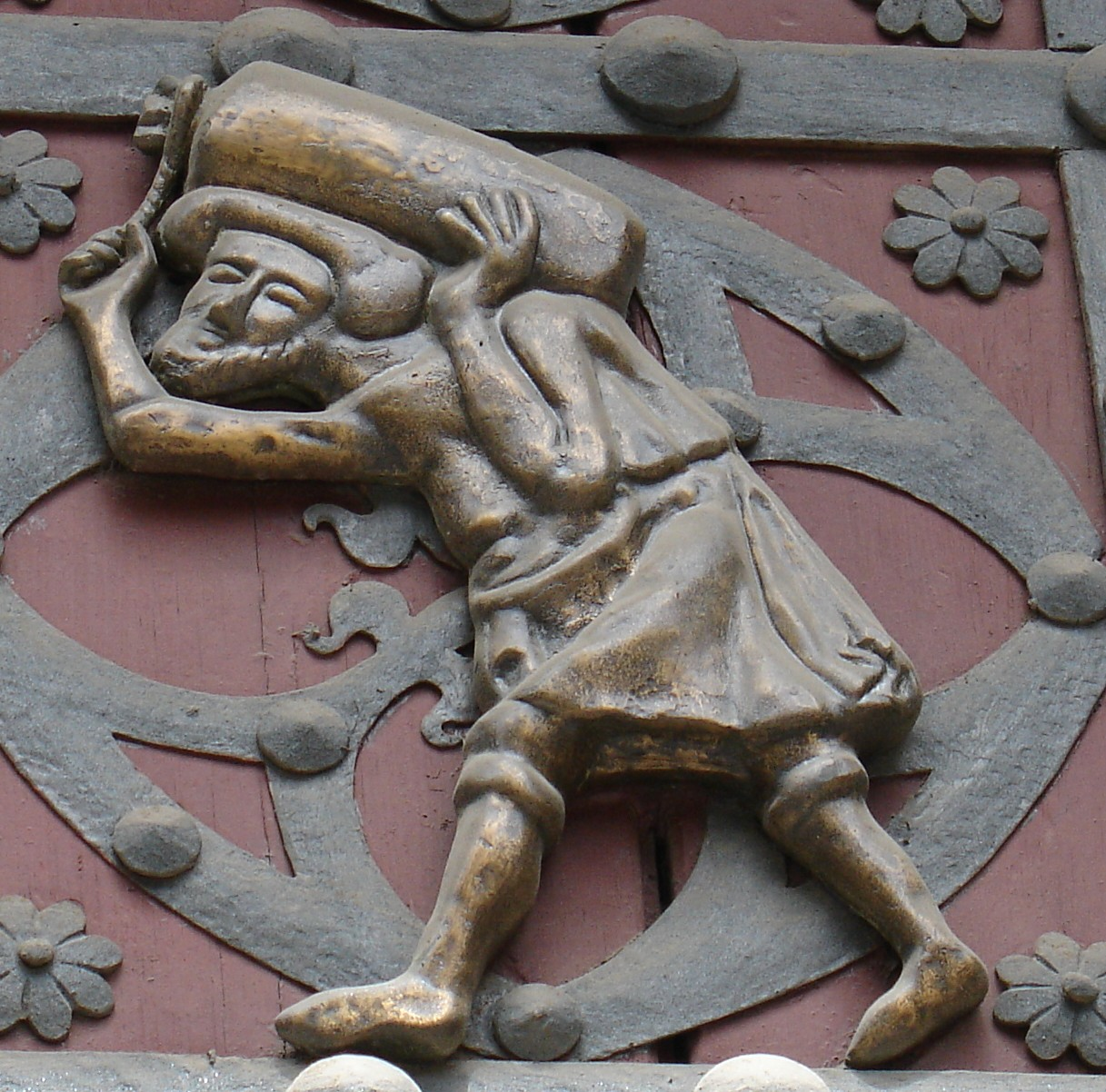
Bastaixos en la iglesia de Santa María del Mar.

Los bastaixos eran descargadores del puerto de Barcelona entre el siglo XIII y el siglo XV, también llamados macips de ribera por su origen esclavo. En el primer cuarto del siglo XIV ya todos eran hombres libres, pertenecientes no obstante a una cofradía humilde que tenía que destinar sus pocos recursos a la asistencia de sus viudas o ancianos.
Hoy día se los conoce principalmente por haber sido los impulsores, junto a los trabajadores del mar y a los vecinos del entorno, de la construcción de la iglesia de Santa María del Mar en el barrio de la Ribera de la ciudad de Barcelona, que es el mayor exponente del llamado gótico ancho o gótico catalán, y con la que pretendían superar en belleza a la catedral del barrio gótico que financiaban el rey y la Iglesia. Los bastaixos asumieron como tarea propia el acarreo gratuito, desde la distante cantera real de Montjuïc hasta los pies de la iglesia, de toda la piedra necesaria para la construcción de la misma; y lo hicieron cargando sobre sus espaldas las impresionantes piedras que después serían labradas a pie de obra.
La palabra "bastaix" cayó posteriormente en desuso desapareciendo prácticamente del vocabulario. Únicamente se ha seguido utilizando con cierta asiduidad en la comarca oscense de La Ribagorza, en los pueblos de Tolva, Luzas, Sagarras, Viacamp,...donde perdió su significado original y pasó a ser utilizada para designar, de forma peyorativa, a personas de pocas luces, alguien que dice tonterías, exagera o dice algo sin sentido. La presencia de la palabra en la zona pudo ir ligada a la existencia de canteras de piedras sillares en la zona, siendo los bastaixos los encargados de transportarlas.
La historia de los bastaixos es retomada en las novelas La catedral del mar y Los herederos de la tierra, de Ildefonso Falcones.